# Wolfgang Günther Fischer
Wolfgang Günther Fischer (* 27. November 1905 in Dresden; † 9. Juli 1973 in Oldenburg) war ein deutscher Bibliothekar.

## Leben
Fischer war der Sohn des Dresdner Schifffahrtsdirektors Curt Fischer und seiner Frau Margarete, geb. Schöppe. 1925 ging er als Volontär an das Museum für Buch und Schrift in Leipzig, wo er vom dortigen Direktor, Albert Schramm, besonders gefördert wurde. Fischer absolvierte die Ausbildung für den gehobenen Dienst, machte 1927 sein Examen und arbeitete anschließend an der Stadtbibliothek Leipzig, bis 1937 im gehobenen Dienst. Gleichzeitig studierte er Kunstgeschichte, Deutsch und Geschichte an der Leipziger Universität und wurde 1935 promoviert. Schon während des Studiums publizierte Fischer auch wissenschaftlich. Nebenbei belegte er die Kurse für den wissenschaftlichen Bibliotheksdienst und legte 1937 das Examen für den höheren Bibliotheksdienst ab. Anschließend wurde er Bibliothekar, später Bibliotheksrat, an der Stadtbibliothek Leipzig, wo er die Bibliotheksverwaltung übernahm. Er engagierte sich insbesondere auch in der Vorbereitung, Organisation und Gestaltung von Ausstellungen und Erscheinungsbild der Stadtbibliothek Leipzig, wie auch dann externen Ausstellungen zum Thema „Buch“ (Beiträge zu der Gutenberg-Ausstellung 1940 in Leipzig). Von 1942 bis 1945 war er im Kriegsdienst. Als Kriegsgefangener in Jever kümmerte sich Fischer ehrenamtlich um die wertvolle Bibliothek des dortigen Mariengymnasiums. 1946 ging er als Angestellter im Wissenschaftlichen Dienst an die Landesbibliothek nach Oldenburg, er stellte Paul Raabe ein und bildete ihn aus. 1949 wurde Fischer auch formal Direktor der Oldenburger Bibliothek, ein Amt, das er bis zu seiner Pensionierung 1968 innehatte. Fischer bewirkte den Umzug der ausgebombten Bibliothek von ihrem Provisorium im Schloss in das ehemalige Zeughaus an der Ofenerstraße, was aufgrund knapper Mittel erst nach über zehnjähriger Bauzeit 1959 mit der Einweihung des neuen Lesesaals vollendet werden konnte. Das Haus, auf dessen Gestaltung er maßgeblich Einfluss nahm, war dann trotz eigentlich widriger baulicher Voraussetzungen ein herausragendes Beispiel für eine sehr achtsame Umgestaltung des historischen Gebäudes und seine Symbiose mit einem durchgängig modernen „corporate design“ der 1950er Jahre.
Er konnte die Erwerbungsmittel der Bibliothek stetig erhöhen, ließ den Katalog auf einen Zettelkatalog kopieren und ein Zeitungsverzeichnis erstellen. Außerdem wurde die Landesbibliothek Oldenburg in seiner Amtszeit Leihverkehrszentrum und Leitbibliothek für die Region und in der Bibliothek wurde die Sofortausleihe eingeführt. Sein Ideal war „das Buch“ – die Bibliothek – als Anker in einem Netzwerk kultureller und Bildungseinrichtungen. Den ersten entscheidenden Impuls hierfür setzte er bereits 1946 mit der Einrichtung der „Wärmestube für geistige Arbeiter“ und der Einführung von Öffnungszeiten bis in die späten Abendstunden und am Wochenende, später dann mit der auch räumlichen Verknüpfung der Landesbibliothek mit weiteren kulturellen Institutionen. Die von ihm angestrebte Verbindung mit der neugegründeten Universität in Oldenburg wurde nach seinem Ausscheiden zurückgenommen.
Nebenamtlich arbeitete Fischer ab 1946 über kunstwissenschaftliche Themen an der Volkshochschule Oldenburg, die er ab 1949 als Vorsitzender auch leitete. Daneben war er auch Leiter der Fachstelle für das Öffentliche Büchereiwesen Oldenburg. Ein besonderes Engagement galt als Vorsitzender dem Filmclub und dem Jugendfilmclub in Oldenburg, der in der Mitte der 1950er Jahre mit 2200 Mitgliedern in drei Altersgruppen die größte Jugendfilmorganisation in Westdeutschland darstellte.
In seinen eigenen wissenschaftlichen Forschungen widmete er sich neben der Buchkunde primär bau- und kunstwissenschaftlichen Themen, seine eigentliche publizistische Tätigkeit endete aber bereits 1948 mit dem Verlust des fast fertigen Manuskripts für sein geplantes Hauptwerk über die Ikonografie des Buches in der bildenden Kunst. Seine späteren Forschungen zu Panoramen und insbesondere zur frühen Illusionsmalerei seit der Renaissance blieben unvollendet und unveröffentlicht.
Fischer war mit Hildegard, Dr. phil. geb. Reisig, verheiratet. Sie hatten vier Kinder, darunter den Germanisten Ludwig Fischer.

## Schriften
- Die Blütezeit der Einbandkunst: Studien über den Stil des 15. bis 18. Jahrhunderts, Leipzig: Stein 1935 (Zugl.: Leipzig, Univ., Diss., 1935).
- Die Stellung der deutschen wissenschaftlichen Bibliotheken zur Einbandforschung. In: Jahrbuch der Einbandkunst, Bd. 4 (1937), S. 131–144.
- Ueber die Leipziger Hauptkirchen im achtzehnten Jahrhundert, in: Leipziger Jahrbuch 1938, Verlag Otto Beyer, Leipzig.
- Gewandhaus und Stadtbibliothek und der Mauermeister Seltendorff, in: Leipziger Jahrbuch 1939, Verlag Otto Beyer, Leipzig, S. 57–60.
- Vom alten Gewandhaussaale und seinem Fortleben im kleinen Saal des Konzerthauses, in: Leipziger Jahrbuch 1941, Verlag Otto Beyer, Leipzig, S. 105–112.
- Oldenburg. Landesbibliothek. Kriegsschäden und Wiederaufbau. In: Zentralblatt für Bibliothekswesen, Jg. 62 (1948), S. 300–311.
- Außerstaatliche Büchereien und Archive. In: Oldenburgische Heimatpflege im Wirkungsbereich der Oldenburg Stiftung, Jever: Mettcker 1963, S. 55–58.